# سايتاما (شخصية)
سايتاما وهو شخصية انمي ومانغا ون بنش مان وهو بطل القصة الرئيسي، والاقوى على قيد الحياة من بين الشخصيات، وايضا سايتاما قوي. 
أصبح سايتاما ضمن جمعية الابطال وتم تصنيفه كبطل من المستوى C ثم ترقى ليصبح في المستوى B وهو مسؤول عن حماية المدينة زد من الكائنات الغامضة.

## مظهره
سايتاما هو رجل اصلع لا يمتلك شعر وحجمه عادي مع لياقة بدنية، وهو متوسط الطول والوزن، وقد فقد شعره بسبب تدريبه الطويل والمكثف ليصبح بطل، وقبل ثلاث سنوات كان يمتلك شعر اسود كثيف، ولون عينيه بني لكن عادة تصبح على شكل نقاط

و دائما يرسم سايتاما عمدا بشكل بسيط مقارنة بباقي الشخصيات، فيكون مجرد شكل بيضوي وعيون بسيطة، ولكن عندما يكون جاد يرسم بشكل اخر، فيكون لسايتاما ميزات أكثر حدة فتكون عيناه كبيرة وذو مظهر خطير وتكون عضلاته مفتولة وتكون لديه هيبة خاصة ومظهر قوي، ويرتدي سايتاما بدلة صفراء وفيها سحاب (سستة) قصير ويرتدي حزام، ويرتدي قفازات واحذية حمراء ويضع عبائة على كتفيه لونها ابيض مثل سوبرمان.

## شخصيته
سايتاما شخص غير مبالي تماما، حتى اقوى الخصوم لا يشكلون تهديد له، حتى انه لا يأخذ عمله كبطل على محمل الجد، وهو يهزم الوحوش بضربة واحدة فقط، ومنذ ان أصبح بطل وهو يبحث عن خصم ليكون ندا له، وقد ادى عدم وجود خصم له إلى ملله الشديد، وقد قال انه أصبح بطل فقط لأنه اراد ذلك، وعلى الرغم من ملله فسايتاما لا يتجاهل المجرمين

كشخص قوي جدا لدرجة فائقة فعادة سايتاما يسمح لخصومه بضربه من اجل المتعة، ومن ثم يسحقهم بلكمة واحدة فقط، لكن إذا كان خصمه يتحدث كثيرا عادة ما يقاطعه بلكمة تأدي إلى قتله، وايضا سايتاما غير قادر على تذكر الأسماء جيدا فمثلا قد نسي اسم سرعة الصوت سونيك، وبسبب ذلك ينطق أسماء خصومه بشكل غير صحيح، وايضا سايتاما لا يهتم بالزي والمظهر، وأكثر ما يهمه هو قوته الخارقة والتدريب، وقال انه لا يهتم بالنظافة، والشيء الوحيد الذي يشكو منه عادة هو التراب على ملابسه أو الدم على يده، وعلى الرغم من عدم اهتمامه بالمظهر فقد غضب سايتاما بسبب لقبه ((الرأس الاصلع)) وكان يشير إلى مناداته بسايتاما.
و قد تبين ان سايتاما متواضع جدا فقد ترك الناس يضنون أنه محتال عمدا (بحيث قال أن هاذا كان سهلا لأن الأبطال قد أرهقوه مما جعلوا من السهل القضاء عليه) لكي يجعل الناس يشجعون الأبطال المهزومين. وسايتاما قادر على تمييز شخصيات الناس وحالاتهم (كما فعل عندما التقى بسونيك أول مرة), وأيضا سايتاما يندم قليلا على هزيمت أعدائه الذين يمكن ان يعطوه معركة قوية.

و سايتاما عادة لايهتم للناس إذا اهانوه أو احرجوه فهو يتجاهلهم ويرد لهم بقول أنهم يحتاجون إلى هواية، لكن الإهانة الوحيدة التي تغضبه حقا عندما ينادوه بالاصلع، وهو دائما يقلق بالمساومات كما رأينا عندما قاتل كابوتو كان مهتم بصفقته ولم يهتم بكابوتو، وعلى الرغم من اللامبالات فقد صدم سايتاما عندما عرف بأنه لا أحد يعلم بإنجازاته وماذا فعل من اجل الناس. 

و أيضا يظهر سايتاما الإعجاب بقوته، والقوة البدنية وقال بان القفز من القمر للأرض ليس سهلا، وقد هزم اغلب خصومه بلكمة واحدة، وحتى الآن لم يظهر سايتاما قام بقتل انسان ولكنه يقتل الوحوش بضربة واحدة واحيانا يطبخهم.

## قوته
سايتاما هو يمثل لكمة الرجل الواحد وهو اقوى شخصية في المسلسل، وايضا لم يتمكن أي عدو من ايذائه ابدا وجميعهم يهزمون بلكمة جادة واحدة، وقد نجا عدد قليل جدا منه مثل أي انسان قاتله (فلم يقتل أي انسان) وبوروس الذي تعاطف معه سايتاما لانه اعطاه معركة قوية، وايضا جسد سايتاما يمتلك قدرة ابعد بكثير من البشر، وقد تمكن من تحقيق انتصارات مذهلة، فلا يوجد عدو يمثل خطر على سايتاما، لكن قدرته تتمثل بقدرات البشر لكن بقوة خارقة، فمثلا سايتاما لا يستطيع الطيران ولكن يستطيع القفز لارتفاع عالي جدا

و اصل قوة سايتاما الهائلة غير معروف لكن سايتاما يقول بان هذه القوة يمكن لاي شخص ان يمتلكها مع التدريب القوي، وفقا لسايتاما فقد قال بان تمرين الضغط 100 مرة والقرفصاء 100 مرة والجري 10 كم كل يوم لمدة نصف عام سيعطي قدرات اعلى من البشر، ولكن سايتاما تدرب لمدة ثلاث سنوات وقد كان تدريبًا قويًا جدًا حيث قال انه شعر بانه سيموت، وقد ادا ذلك إلى تساقط شعره، ويقول جينوس بان سايتاما لا يعرف كيف حصل على هذه القوة ويحاول دائما معرفة السر من خلال مراقبته.

### القدرات البدنية
قوة لا تعد ولاتحصى : على ما يبدو بان قوة سايتاما هائلة لا تعد ولا تحصى فقد هزم وحوش وكائنات قوية، ودائما يلكم خصومه (على الرغم من ان هذه القوة لا تقتصر على اللكمات فقط) ولكمة سايتاما قوية جدا بحيث العديد من الاعداء ينفجر فورا بعد لكمه، وهو قادر على تدمير مدن بلكمته، وقد دمر نيزك كبير بيده، وعندما تلقى ضربة من بوروس ارسلته إلى القمر قفز إلى الأرض بسرعة، مما تسبب بهزة هائلة، وقد اظهر سايتاما لكمته ضد بوروس التي شقت السماء إلى نصفين من الكوكب 

قوة القفز : عدم قدرته على الطيران غير مهم لانه يمتلك قدرة بشرية تعوضه وهي القفز إلى ارتفاعات هائلة ومسافات بعيدة جدا، وايضا قادر على تدمير المباني التي ينزل عليها من القفز.

سرعة لا حدود لها : سايتاما قادر على الاندفاع بسرعة 1500 متر في لحظة خلال الاختبارات، وايضا هو قادر على رؤية الاشياء السريعة كما فعل مع سرعة الصوت سوينك الذي هو قادر على التحرك اسرع من الصوت، حتى جينوس عانا صعوبة في ايجاد سونيك، وايضا يمكن لسايتاما الدمج بين القفز والسرعة حيث القفز بسرعة كبيرة جدا مثل العودة من القمر للارض، وبسبب سرعته الشديدة فهو يترك صورة خلفه (افتر ايمج).

الحواس غير العادية : يمتلك سايتاما حواس غير عادية ابدا فمثلا تعقب سرعة الصوت سونيك بسهولة، وايضا يمكنه استشعار الاشياء على الرغم من ان قدرة جينوس أفضل منه، وايضا يمتلك سمع حاد جدا حيث يمكنه سماع كلام الناس اثناء قتاله ويمكنه الرؤية في الظلام وتعقب طفل في الليل على مسافة بعيدة.

قوة التحمل : سايتاما يمتلك قدرة تحمل قوية جدا حيث تحمل ضربات كابوتو بدون ان يتألم، وعندما قام جينوس بانفجار قوي جدا على الفتاة البعوضة لم يتأثر سايتاما، كما انه نجى من ركلة بوروس إلى القمر، وتمكن من دخول الغلاف الجوس الذي احرق ملابسه، وايضا سايتاما يرى البعوض نقطة ضعف فلم يتمكن من مسك واحدة على الرغم من قتله للوحوش بسهولة.

مقاومة نفسية : سايتاما يمتلك قوة إرادة مذهلة ومقاومة نفسية ولا يتأثر بالضغوطات.

### اساليب القتال
اساليب سايتاما في القتال دائما ما تكون لكمات، ومع ذلك فيمتلك الكثير من التقنيات الهجومية.

السلسلة العادية : هجمات عادية جدا من سايتاما لا تكلف أي جهد لكنها قوية
- اللكمات العادية المتتالية(連続普通のパンチ): سايتاما في هذه التقنية يقوم بعدد كبير من اللكمات المتتالية وقد تبين انها قوية جدا تمكنه من تدمير الكثير من الوحوش، وهو هجوم هائل، وقد نفذه أول مرة ضد الملك الوحش
- اللكمات المتتالية بيدين اثنين  (両手・連続普通のパンチ): يطلق سايتاما لكمات كثير من كلتا يديه وهي قوية جدا أكثر من السابقة وقد استخدمها أول مرة ضد غارو.
- اللكمة الخطيرة  (マジ殴り): وهي لكمة قوية جدا من سايتاما وقد نفذها ضد بوروس وهي قوية لدرجة جعل الغيوم تتجزئ وتكوين هزة ارضية هائلة،
- النطحة الخطيرة (マジ頭突き): يستخدم سايتاما راسه بالهجوم وهي قوية جدا.
- القفزات الجانبية الخطيرة (マジ反復横とび)

## تقيم البطل
تصنيف سايتاما من قبل جمعية الابطال
- نوع القدرة: جسدي
- اللياقة البدنية: 10
- الذكاء: 1
- العدالة: 1
- قوة التحمل: 10
- سرعة: 10
- شعبية:1
- فعالية: 3
- قدرة القتال: ؟

تصنيف سايتاما من قبل جينوس
- نوع القدرة: جسدي
- الليقاقة البدنية: +15
- الذكاء: 4
- عدالة: +15
- قوة التحمل: +15
- سرعة: +15
- شعبية: 1
- فعالية: +15
- قدرة القتال: +15

## اقواله
- لماروجوري امتلك قوة ساحقة كبيرة مثل الجحيم
- لجينوس وكابوتو ان القوة الحقيقة لنا نحن البشر اننا نغير انفسنا بانفسنا
- لغلاسس هل تعتقد بصدق انك لن تحصل على اية قوة لبقية حياتك بدلا من الجلوس والإحباط امضي إلى الامام، انا ذاهب الآن اليوم يوم خاص سوق الخضار يخفض الاسعار ب30%
- للناس التي تعارضه اسمحو لي ان اخبركم شيئا واحدا انا لم أصبح بطل من اجل الهتاف، بل لأنني اردت ذلك
- لبوروس موافق
- لبوروس أنت لا تزال واعي، أنت حقا قوي.

## هوامش
- سايتاما في المتربة الأولى لكثر شخصية شعبية في أنمي ون بانش مان
- في بداية المانغا كان لون عبائة سايتاما احمر لكن بعدها أصبح ابيض
- سايتاما دائما يأتي بوقت متأخر لذلك يهزم بقية الابطال الذين يقاتلون
- على الرغم من انه الاقوى في السلسلة إلا ان القليل يعرف قوته الحقيقة مثل (جينوس، سونيك، كابوتو، الملك وغيرهم البعض)
- وفقا لجينوس فقوة سايتاما ليستا بمظهره بل بقوة اراداته وعزيمته على التدريب
- بسبب مظهره البسيط يعتقد جميع الاشرار انه ضعيف، فقط كابوتو وبوروس تمكنوا من معرفة قوته الهائلة من مظهره
- سايتاما هو المسؤول الغير المباشر عن تكوين جمعية الابطال، فقد انقذ ابن المليونير تشينر قبل ثلاث سنوات، وقام تشينر بتأسيس جمعية الابطال
- سايتاما اسمه مشتق من المدينة اليابانية سايتاما
- قبل ان يصبح سايتاما بطلا كان يعمل في متجر.
- سايتاما يصنف عند البعض اقوى شخصية في أنمي.

1. 1 2   https://onepunchman.fandom.com/es/wiki/Saitama. {{استشهاد ويب}}: |url= بحاجة لعنوان (مساعدة) والوسيط |title= غير موجود أو فارغ (من ويكي بيانات) (مساعدة)